# Palais de justice historique de Lyon
Le palais de justice historique de Lyon, situé quai Romain-Rolland (rive droite de la Saône), dans le 5e arrondissement de Lyon, en plein cœur du Vieux Lyon, a son décor intérieur classé monument historique. Avec ses nombreuses colonnes en façade du bâtiment, le palais est aussi connu sous le nom de «Les vingt-quatre colonnes ». Il abrite la cour d’assises du Rhône, les services de la cour d'appel de Lyon et le service administratif interrégional judiciaire Centre-Est.

## Histoire

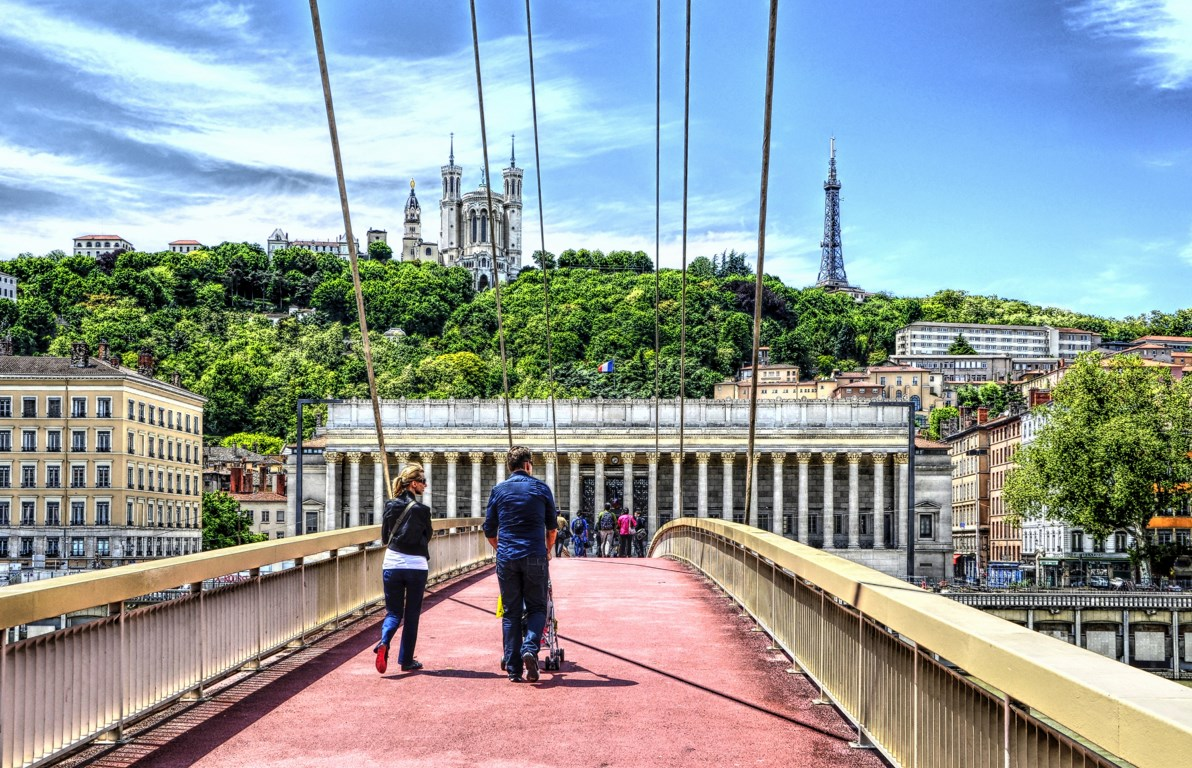
Le palais avec la passerelle à l'avant-plan et la basilique Notre-Dame de Fourvière en arrière-plan.

Avec le rattachement de Lyon à la France, le pouvoir royal installe une sénéchaussée dans la « maison de Roanne » au cœur de la ville puis à partir du XVe siècle une maison de justice. L'incendie de cette maison en 1622 est suivie de la construction d'un premier palais de justice, le palais de Roanne qui tombe en ruine à la fin du XVIIIe siècle.
Avec une réforme de la carte judiciaire, débute en 1828 la première phase du projet de reconstruction du palais avec l'acquisition du terrain et le choix de l'architecte Louis-Pierre Baltard qui remporte le concours d’architecture. La deuxième phase, les travaux de construction du palais débutent en 1835, et se terminent en 1847. C'est l'un des plus beaux édifices néo-classiques français. Le bas-relief représentant : La Ville de Lyon accueille les Arts, l'Industrie et l'Agriculture sera exécuté en 1847 par le sculpteur Jean-François Legendre-Héral.
En 1995, la construction d’un nouveau palais de justice dans le quartier de la Part-Dieu permet le transfert du tribunal de grande instance, du tribunal d’instance et du tribunal de commerce de Lyon. La cour d’appel de Lyon et la cour d’assises du Rhône demeurent installées dans ce qui est désormais le palais de justice « historique ».
En 2008 commence une profonde rénovation du palais, permettant ainsi d'améliorer les conditions de travail des magistrats, du personnel ainsi que l'accueil du public, rendant notamment accessible le lieu aux personnes à mobilité réduite. La sécurité du bâtiment a aussi été revue et renforcée. Les travaux se sont terminés en mai 2012 avec un coût de 44,85 millions d'euros financés par le ministère de la Justice et 4,8 millions d'euros financés par le conseil général du Rhône,. À l’occasion de l’audience de rentrée solennelle de la cour d’appel de Lyon, le palais de justice rouvre ses portes le 14 janvier 2013.

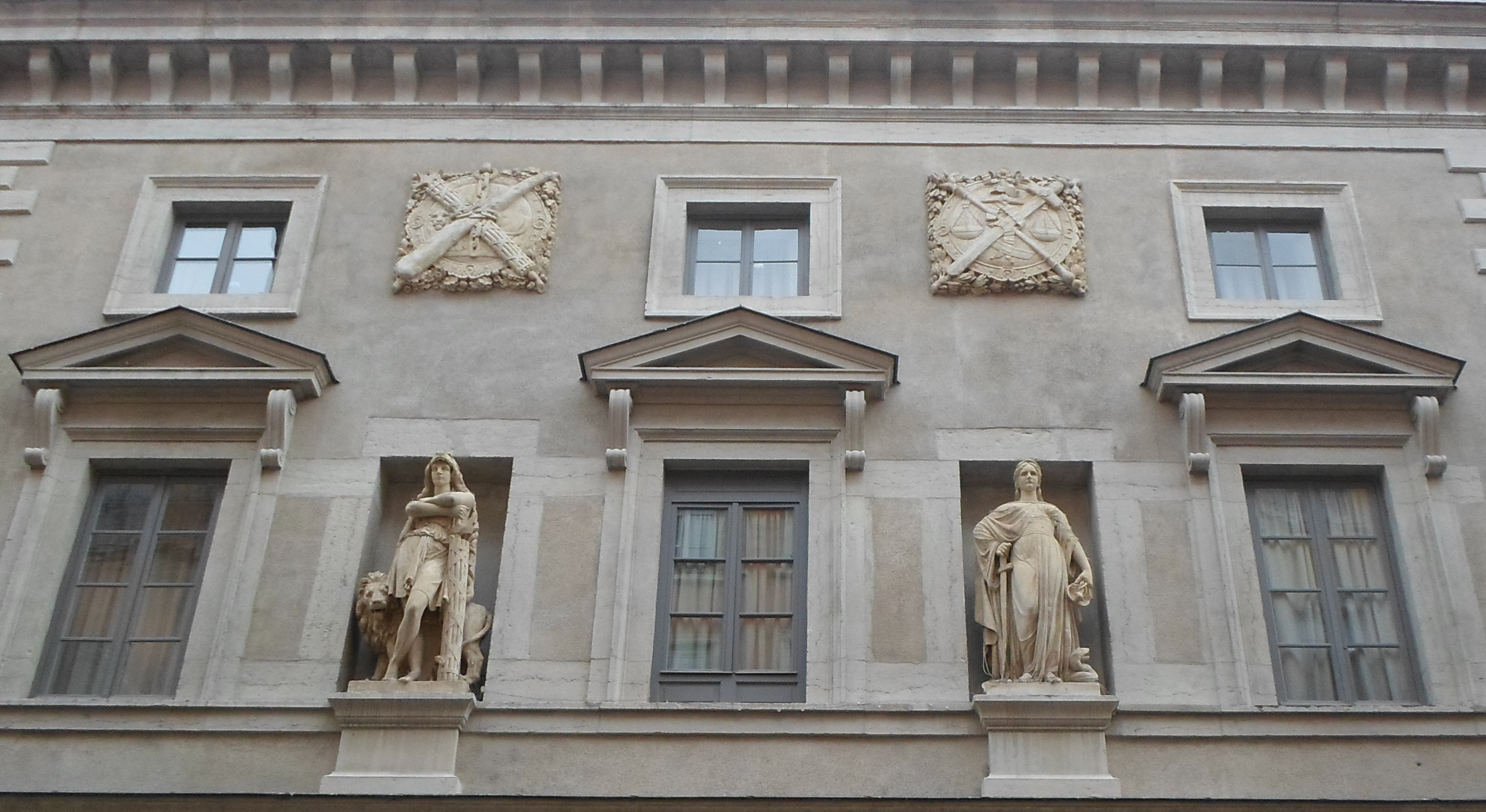
Le palais de justice historique de Lyon, détail sur la façade ouest.

## Procès célèbres
- Août 1894 : Sante Geronimo Caserio, anarchiste italien et assassin du président de la République Sadi Carnot, y a été condamné à mort.
- Janvier 1945 : Charles Maurras est condamné à la réclusion à perpétuité et à la dégradation nationale pour intelligence avec une puissance ennemie et participation à une entreprise de démoralisation de l’armée ou de la nation avec intention de favoriser les entreprises de toutes natures de l’Allemagne.
- Juillet 1987 : Klaus Barbie est condamné à la réclusion criminelle à perpétuité pour crimes contre l’humanité commis pendant la Seconde Guerre mondiale en 1943 et 1944. À l'occasion de ce procès exceptionnel, la salle des pas perdus est aménagée par le cabinet d'architectes Eyraud, Traynard et associés en salle d'assises pouvant accueillir 750 personnes[8].
- Juin 1989 : la branche lyonnaise du groupe terroriste Action directe (André Olivier, Max Frérot et Émile Ballandra) est condamnée à la réclusion criminelle à perpétuité pour trente-quatre attaques à main armée et trois homicides volontaires.

## Anecdotes
Dans la salle des pas perdus du palais (vaste hall d'entrée menant aux différentes salles où se tiennent les procès), se situe une plaque commémorative à la mémoire du juge François Renaud, assassiné le 3 juillet 1975 à Lyon et qui fut juge d'instruction au palais à partir de fin 1972.

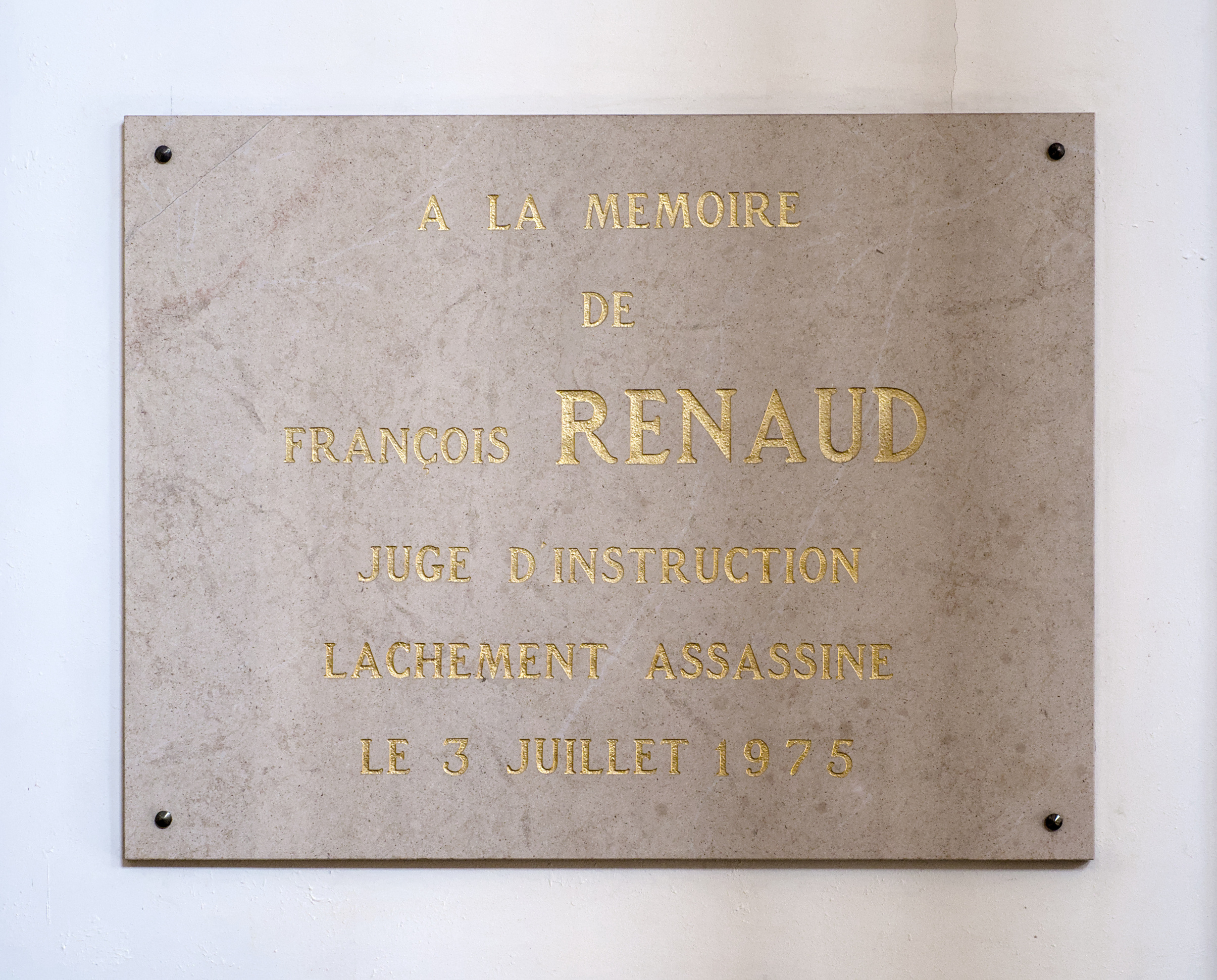
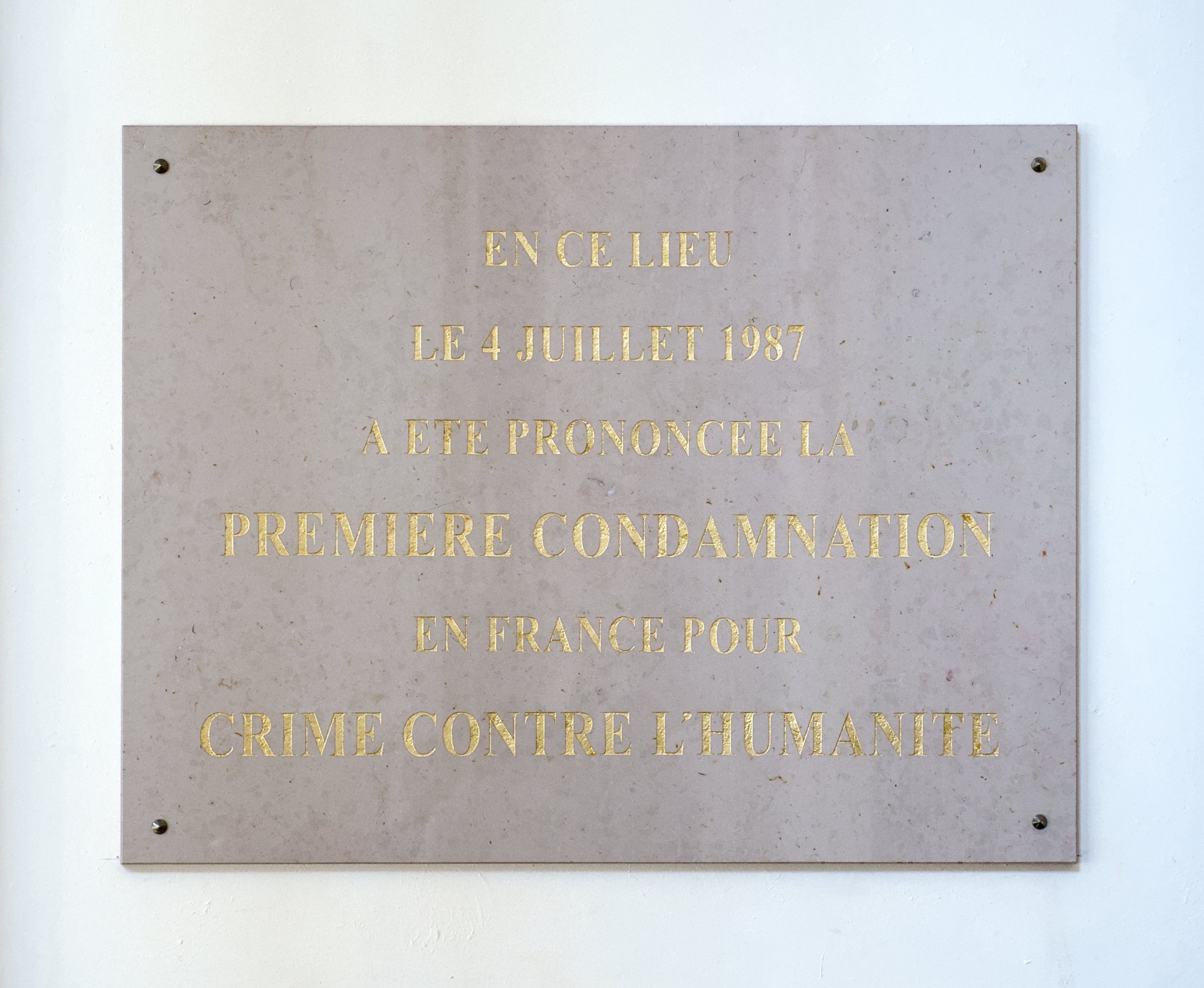

La scène finale du film Tout ça...Pour ça ! (1992) de Claude Lelouch y est tournée.

## Architecture
Le bâtiment construit par Louis-Pierre Baltard entre 1835 et 1847 est de type néoclassique et doit correspondre aux canons de l'époque : le courant de modernisation de la ville veut qu'il soit « majestueux et imposant ». Ce nouvel édifice public doit être ouvert à tous et accueillir à la fois de nombreuses audiences ainsi que des détenus.
Le palais est construit en pierre de taille appareillée avec des charpentes en bois, les pierres provenant des carrières de Villebois, Tournus, Crussol et Cruas.
Les sculptures côté rue Saint-Jean représentant la Force et la Justice ont été sculptées par François Félix Roubaud entre 1857 et 1862. Comme les deux médaillons qui les surmontent, elles sont taillées dans la pierre jaune de Seyssel.

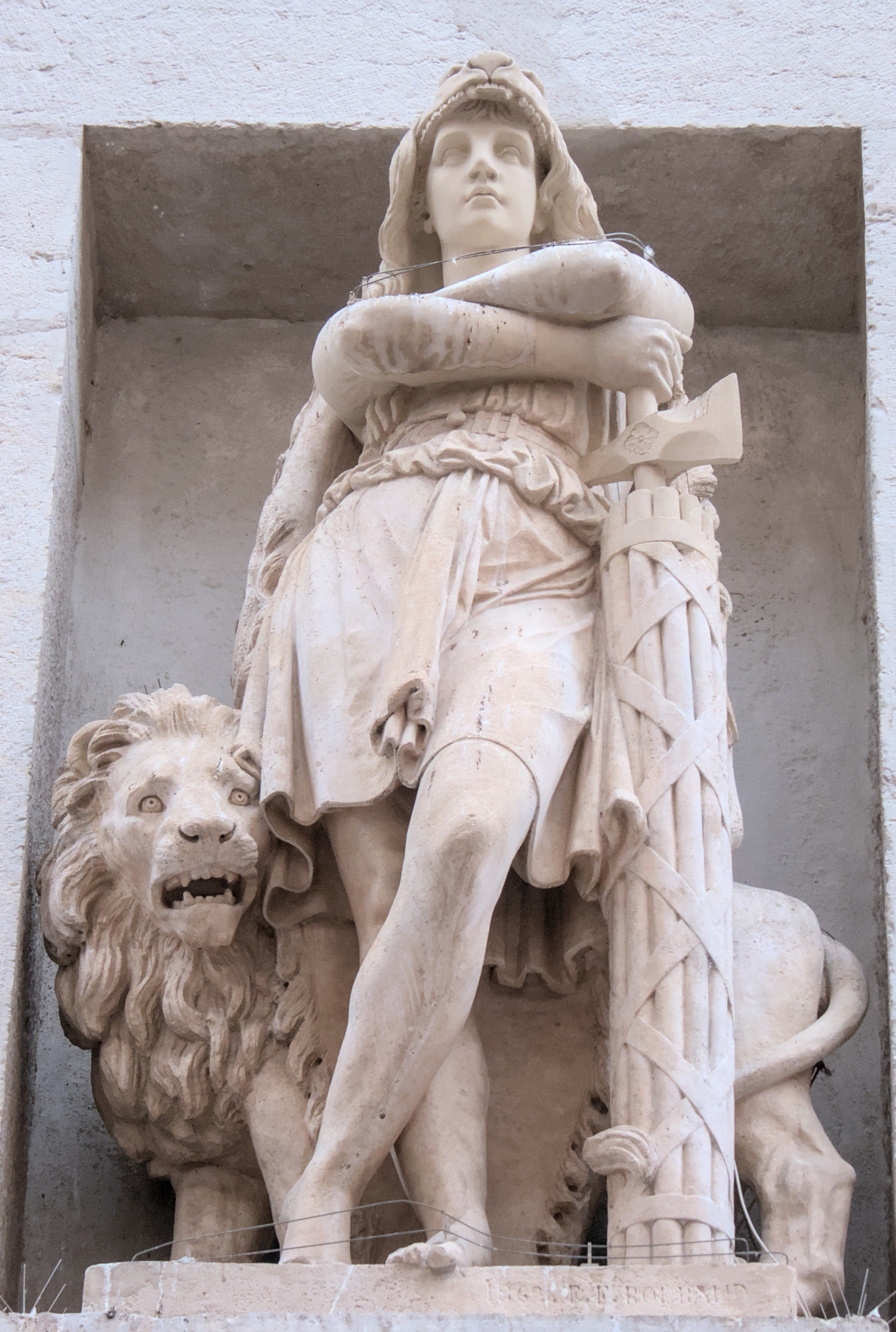
La Force
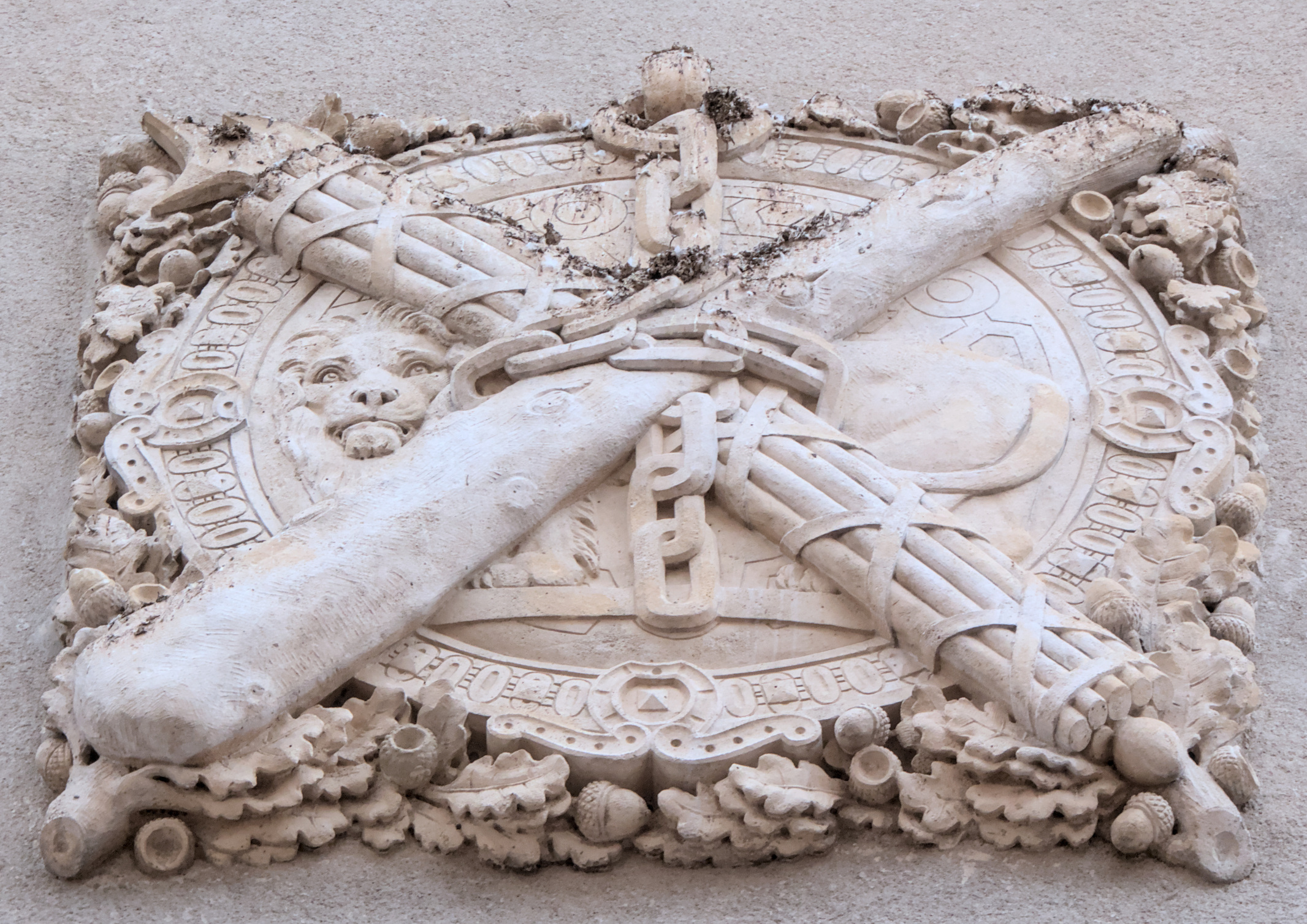
Médaillon de la Force
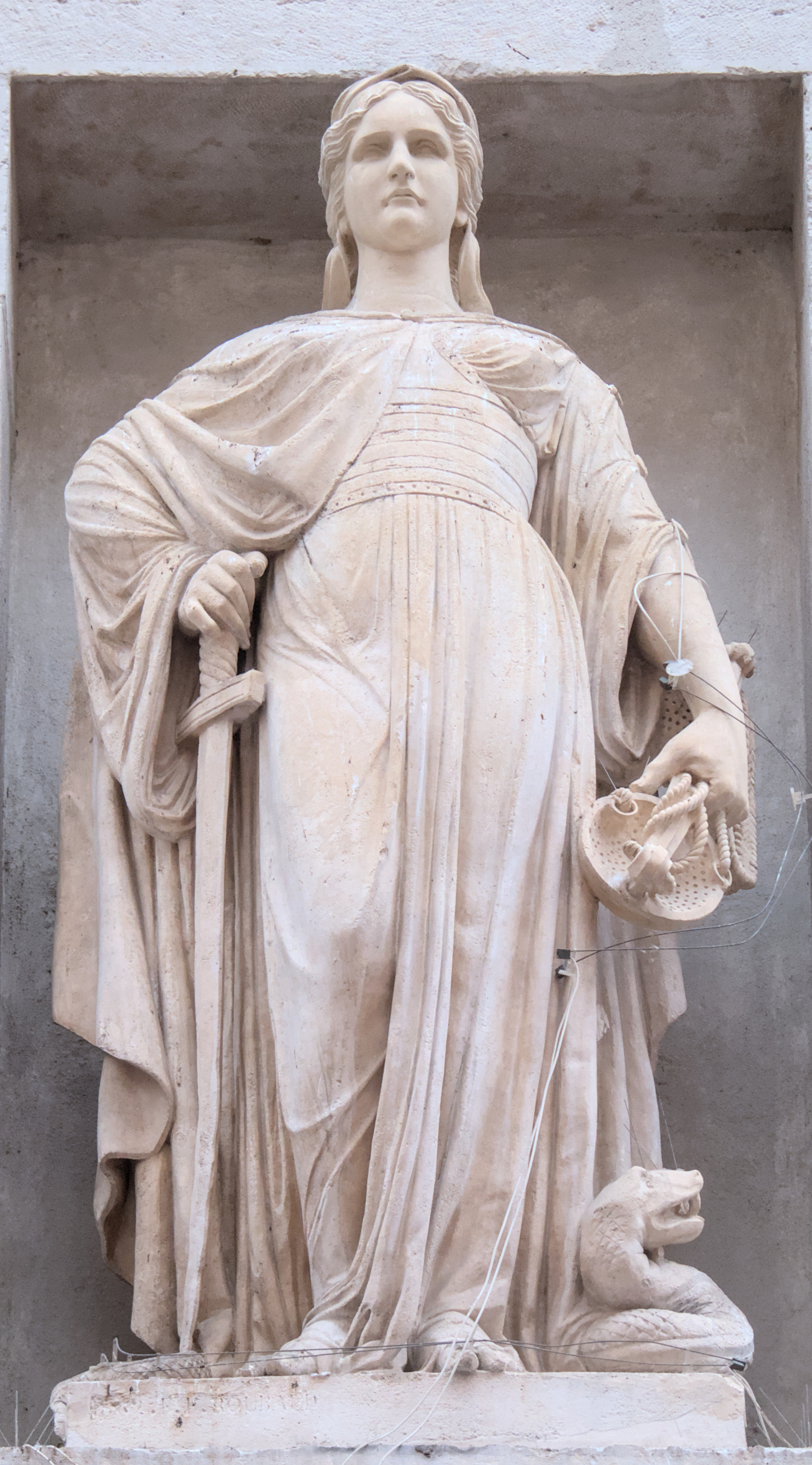
La Justice
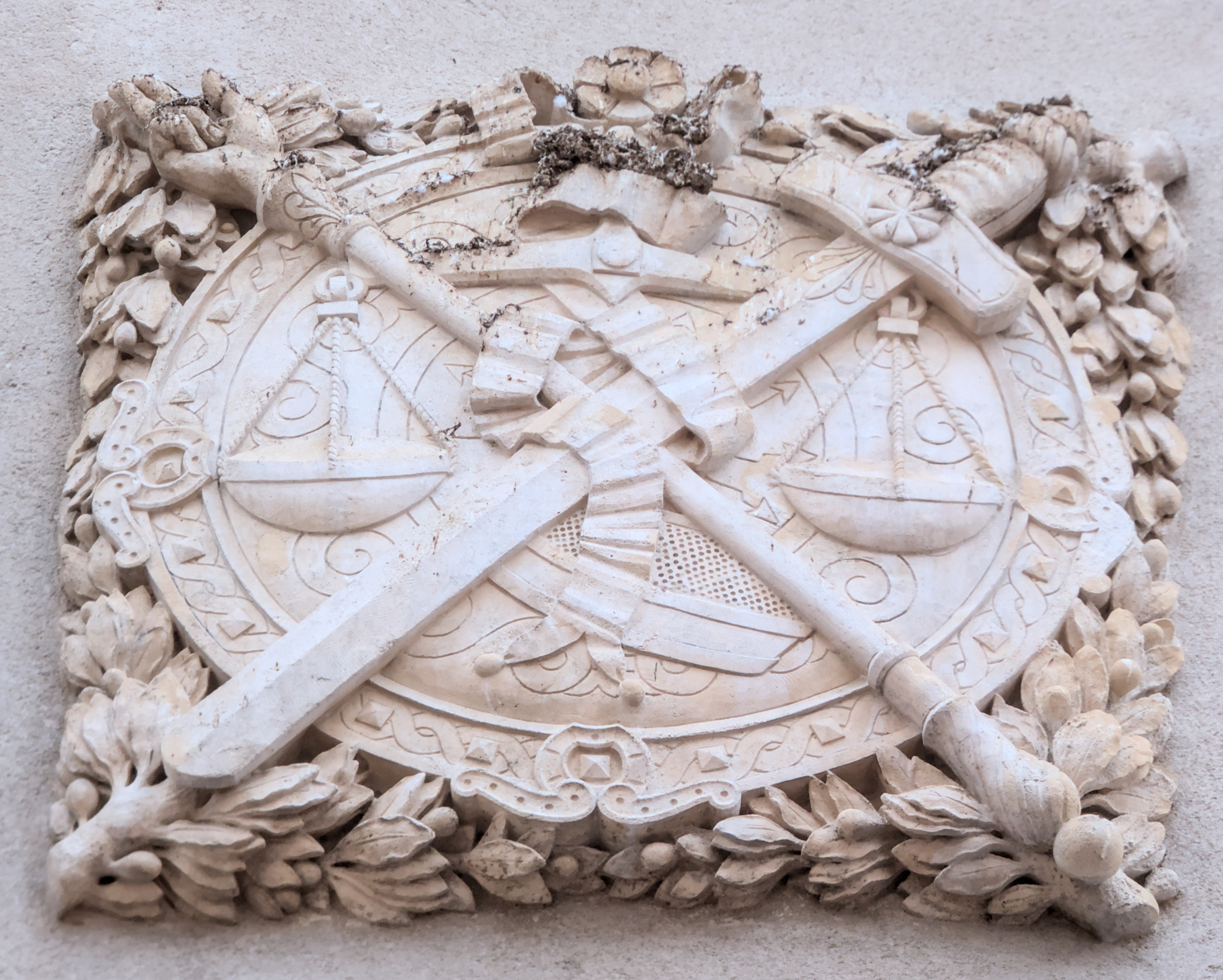
Médaillon de la Justice

### Salle des pas perdus
La salle des pas perdus se caractérise par sa grande taille : « 625 m2 de superficie et 17 m de hauteur ».
Dans la salle des pas perdus se trouvent deux bas-reliefs : le premier réalisé par Jean-François Legendre-Héral est aussi en pierre de Seyssel et représente La ville de Lyon accueillant les Beaux-Arts, le Commerce, l'Industrie et l'Agriculture, le second par Guillaume Bonnet est intitulé La Justice punissant le Crime.

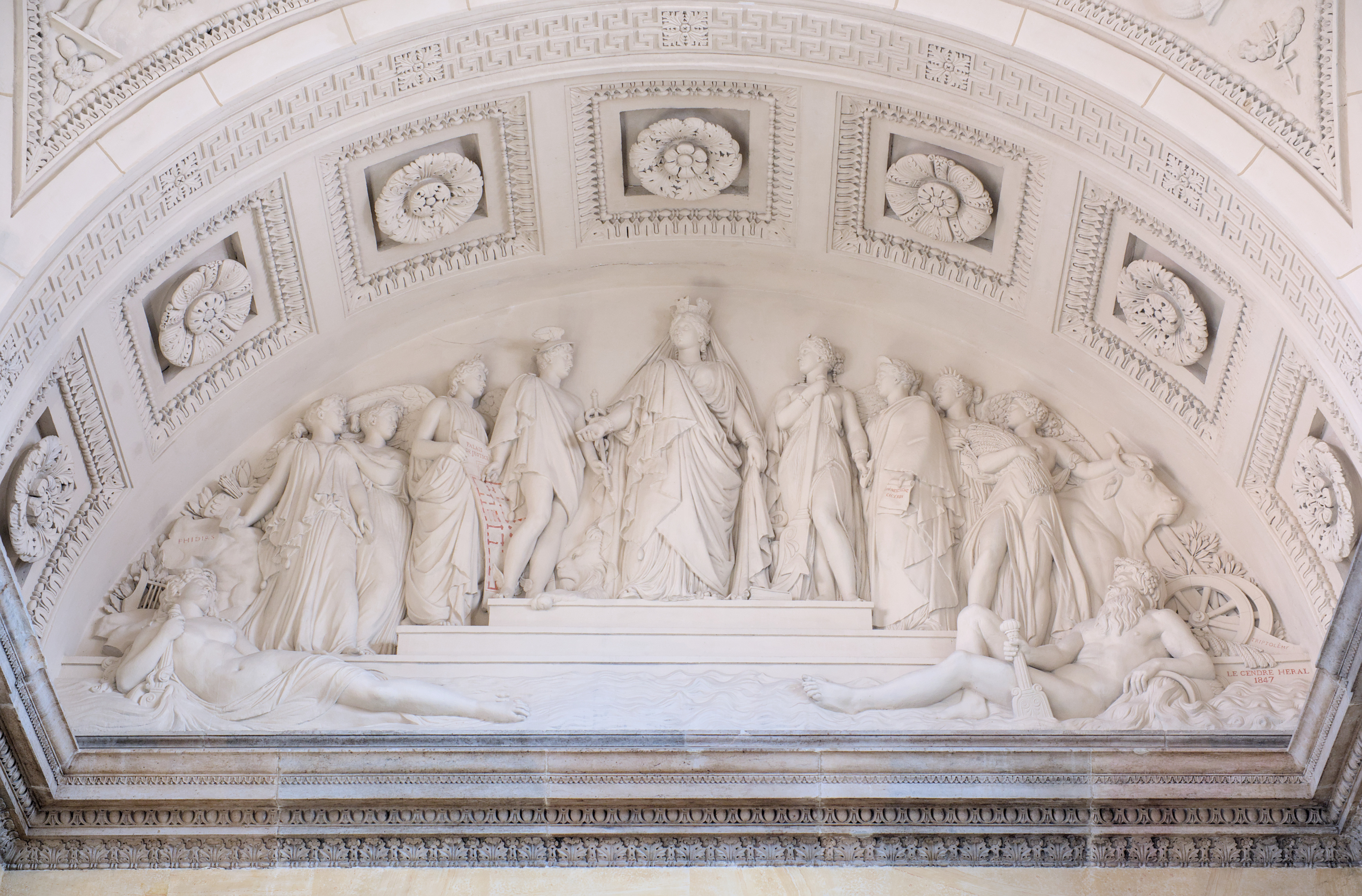
La ville de Lyon accueillant les Beaux-Arts, le Commerce, l'Industrie et l'Agriculture
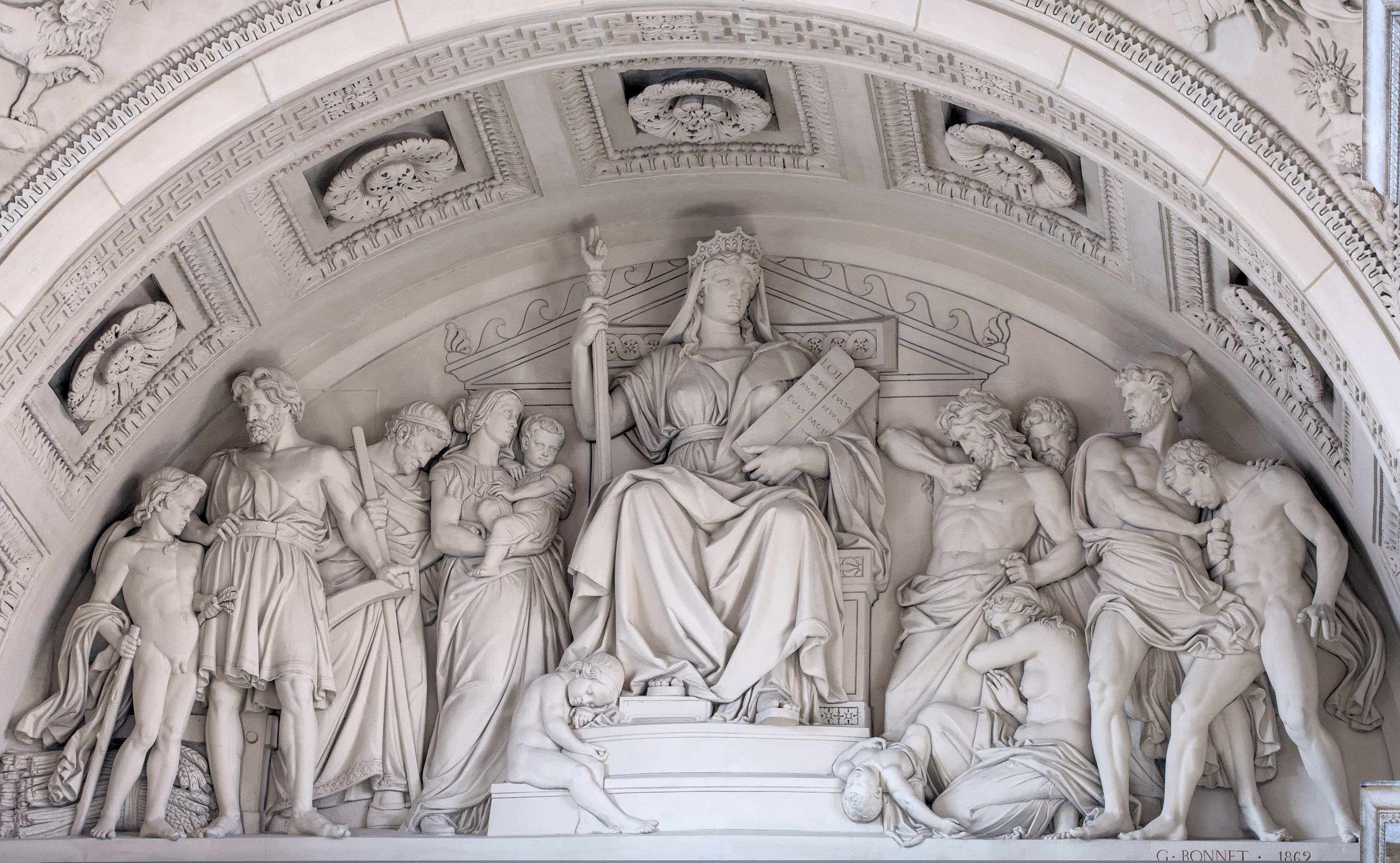
La Justice punissant le Crime